# آدولفو ماتسینی
آدولفو ماتسینی (ایتالیایی: Adolfo Mazzini; ۱ سپتامبر ۱۹۰۹ – ۱۶ فوریهٔ ۲۰۰۶) بازیکن بسکتبال اهل ایتالیا بود. وی در بازی‌های المپیک تابستانی ۱۹۳۶ شرکت کرده‌است.